# Font del Xato
La font del Xato és una font del terme municipal de Castell de Mur, en territori de l'antic poble del Castell de Guàrdia, de l'antic municipi de Guàrdia de Tremp, al Pallars Jussà.
Està situada a 555 m d'altitud, a l'esquerra del barranc de la Font del Xato, a la part baixa de l'Obac del Castell.